# József Doncsecz
József Doncsecz (ur. 16 stycznia 1950 w Szentgotthárd) – węgierski zapaśnik walczący w stylu klasycznym. Dwukrotny olimpijczyk. Czwarty w Monachium 1972 i siódmy w Montrealu 1976. Walczył w kategorii 52 – 57 kg.
Brązowy medalista mistrzostw świata w 1971 i piąty w 1973. Czwarty w mistrzostwach Europy w 1974 roku.
- Turniej w Monachium 1972

Przegrał z Gheorghe Stoiciu z Rumunii, pokonał Boško Marinko z Jugosławii, Fritza Hubera z RFN i Vasiliosa Ganotisa z Grecji, a w ostatniej walce uległ Japończykowi Koichiro Hirayamie.
- Turniej w Montrealu 1976

Przegrał z Farkhatem Mustafinem z ZSRR i Pertti Ukkolą z Finlandii, a wygrał z Ivicą Frgićiem z Jugosławii i Szwedem Perem Lindholmem.